# اسماعیل سنگ
دکتر اسماعیل سنگ (زاده ۱۲۶۸ خورشیدی) ادیب، سیاستمدار و نماینده مجلسین سنا و شورای ملی در دوران پهلوی بود.

## تحصیلات
سنگ در سال ۱۲۶۸ در ساری به دنیا آمد. او تحصیلات خود را ابتدا در ساری و سپس در مدرسه آلیانس فرانسوی‌ها درتهران به پایان برد. سنگ سپس به سوئیس رفته و به مدت ده سال در رشته پزشکی به تحصیل پرداخت.

## فعالیت‌های سیاسی و اجتماعی
اسماعیل سنگ نخستین بار در سال ۱۳۰۵ در دوره ششم به نمایندگی از ساری وارد مجلس شورای ملی شد. مجلس ششم نخستین دوره مجلس پس از روی کار آمدن رضاشاه بود. سنگ تا دوره سیزدهم نماینده ساری بود که این دوره، آخرین دوره مجلس در دوره رضاشاه بود. با تشکیل مجلس سنای ایران در سال ۱۳۲۸ به عضویت نخستین دوره از این مجلس درآمد.
در سال ۱۳۰۵ سنگ همراه با علی‌اکبر داور نماینده لار طرحی به مجلس داد که همه نهادهای مرتبط با امور بهداشت و همچنین مدارس طب، قابلگی، دواسازی، دندانسازی و انستیتو پاستور زیر نظر اداره کل صحیه بروند و رئیس اداره کل صحیه، سمت معاون فنی وزارت داخله را با حق حضور در مجلس و هیئت وزیران داشته باشد. تا آن زمان، نهادهای مختلف عهده‌دار بهداشت پراکنده و هر کدام زیر نظر یک وزارتخانه بودند، مانند صحیه‌های زیر نظر بلدیه‌ها (شهرداری‌ها) و صحیه‌های نظمیه‌ها (شهربانی‌ها).
او نخستین فردی بود که پیشنهاد ساخت دانشگاه را در سال ۱۳۰۵ در مجلس شورای ملی به سید محمد تدین وزیر وقت معارف داد. او در مجلس دراین مورد چنین گفت:
«بواسطه نداشتن اونیورسیته [دانشگاه] است که محصل به اروپا می‌رود و دست ما به طرف خارجی‌ها برای جلب مستخدمین خارجی دراز است.»